# 親子とりかえばや
「親子とりかえばや」（おやことりかえばや）は、藤子・F・不二雄（発表時は藤子不二雄名義）の漫画作品。小学館「ビッグコミック」1982年12月10日号に掲載された。
『藤子・F・不二雄 SF短編PERFECT版』第8集掲載作品。親子の相互理解、世代ごとの社会への関係やそのギャップなどをテーマに描いた作品。SF短編の中では珍しく軽めの明るいハッピーエンドになっている話である。

## あらすじ
世代や立場の違いのため、分かり合えない甚六とその父親。久々に二人で話したその翌日、二人はなぜか心が入れ替わっていた。

## 登場人物
相良甚六
浪人。夢がありやりたい事があると主張する典型的若者で親を余り敬っていない。入れ替わり時に仕事場の事などを聞かされるが困惑して病欠を選んだ。
相良
甚六の父親。丸角商事の課長。風邪で病欠した（と偽らせた）ところ上司の部長から直接見舞われ心配されるなど有能で人望があるようだ。息子の生活態度やつきあっている恋人に関して色々と疑念を持っており、入れ替わった時のデートでもさぐりを入れようとする。
春子
甚六の恋人。甚六（と入れ替わった父）を夢もいいけどしっかりと歩むべきだと諭し、相良父にしっかりしてとても良い子だと評価され感激される。

## ドラマ
藤子・F・不二雄 SF短編ドラマの1作としてドラマ化。主演は、青木柚と吹越満。